# Million d'années
Pour les articles homonymes, voir Ma.
Le million d’années, en abrégé Ma ou M.A., est une unité de mesure du temps, utilisée dans plusieurs disciplines des sciences de la Terre et de l’Univers pour quantifier des durées géologiques ou astronomiques. C’est l’unité de base en stratigraphie.

## Notation et valeur
L'abréviation internationale du million d'années est Ma, conformément aux normes ISO 31-1 (en) et NIST 811. Ce symbole correspond au nom « mégaannée » selon les conventions du système international d'unités : il est constitué du préfixe « méga », symbole M, signifiant « un million » et de l'unité dérivée « année », formellement « année julienne », de symbole a d'après le latin annum. Formellement, le million d'années vaut ainsi exactement 365 250 000 jours ou 31,557 6 × 1012 secondes.
Dans les publications anglophones, des notations différentes et non officielles peuvent également se rencontrer, notamment « mya » pour million years ago ou très fréquemment « m.y. » ou « myr »  pour million years.

## Utilisation
Le million d'années suffit à réaliser un découpage satisfaisant des zones de l’histoire de la Terre et à dresser une échelle des temps géologiques utile. Ainsi, la Terre s’est formée il y a un peu plus de 4 500 millions d'années, soit 4,5 milliards d’années. Les conditions de la vie s’y sont développées sur des périodes de temps très longues (éons, ères et périodes), très difficilement conceptualisables et dont la connaissance précise ne sera probablement jamais possible (au moins concernant les bornes temporelles).
En stratigraphie, les dates exprimées en millions d'années sont toujours orientées vers le passé, le point de départ étant « ce jour », un « aujourd’hui » qui n’a pas besoin d'être précis à quelques années ou centaines d’années près étant donné la précision des dates mesurées avec cette unité. On trouvera aussi bien des dates en valeur absolue (telle 542 Ma) que des dates signées (telle -4 500 Ma) ; dans tous les cas, il s’agit de dates passées et non futures.